# Абстрактный гуманизм
Абстрактный гуманизм — гуманистические идеи и суждения, теоретически и логически верно построенные на категориях гуманизма, но по существу отдалённые от жизни, идеализирующие её, отвлечённые от специфики её форм и проявлений.
Абстра́ктный гумани́зм — умозрительная спекулятивная конструкция, построенная в соответствии с заранее заданным представлением о человеческом идеале, позаимствованным из этики. Возникновение термина пришлось на 1930-е годы в разгар сталинских репрессий в СССР, когда традиционное духовное человеколюбие идеологически не поощрялось.
Термин широко используется в публицистике и служит для оценки мировоззрения и поступков людей.
Принято считать, что абстрактному гуманизму как одной из конкретно-исторических форм антропологического мировоззрения и практики свойственно перерождение в антропоцентризм, то есть, абсолютизацию свободы, культ своемерия человека. Абстрактный гуманизм прежде всего приписывается европейской гуманитарной интеллигенции и противопоставляется русскому менталитету.